# Ревака
Ревака (рум. Revaca) — село в складі муніципію Кишинів в Молдові. Входить до складу сектора Ботаніка та комуни, адміністративним центром якої є місто Синджера.